# Racopilum capense
Racopilum capense är en bladmossart som beskrevs av C. Müller och Brotherus 1894. Racopilum capense ingår i släktet Racopilum och familjen Racopilaceae. Inga underarter finns listade i Catalogue of Life.